# الجامعة المركزية للتكنولوجيا
الجامعة المركزية للتكنولوجيا (بالإنجليزية: Central University of Technology)‏ هي جامعة للتكنولوجيا في بلومفونتين في مقاطعة الولاية الحرة بجنوب إفريقيا. تأسست في عام 1981. كجزء من إعادة هيكلة حكومة جنوب إفريقيا للتعليم العالي للألفية الجديدة.

## الكليات
تحتوي الجامعة علي الكليات الأتية:
- كلية الهندسة والبيئة المبنية وتكنولوجيا المعلومات
- كلية العلوم الصحية والبيئية
- كلية العلوم الإنسانية
- كلية العلوم الإدارية